# Theodoros II.

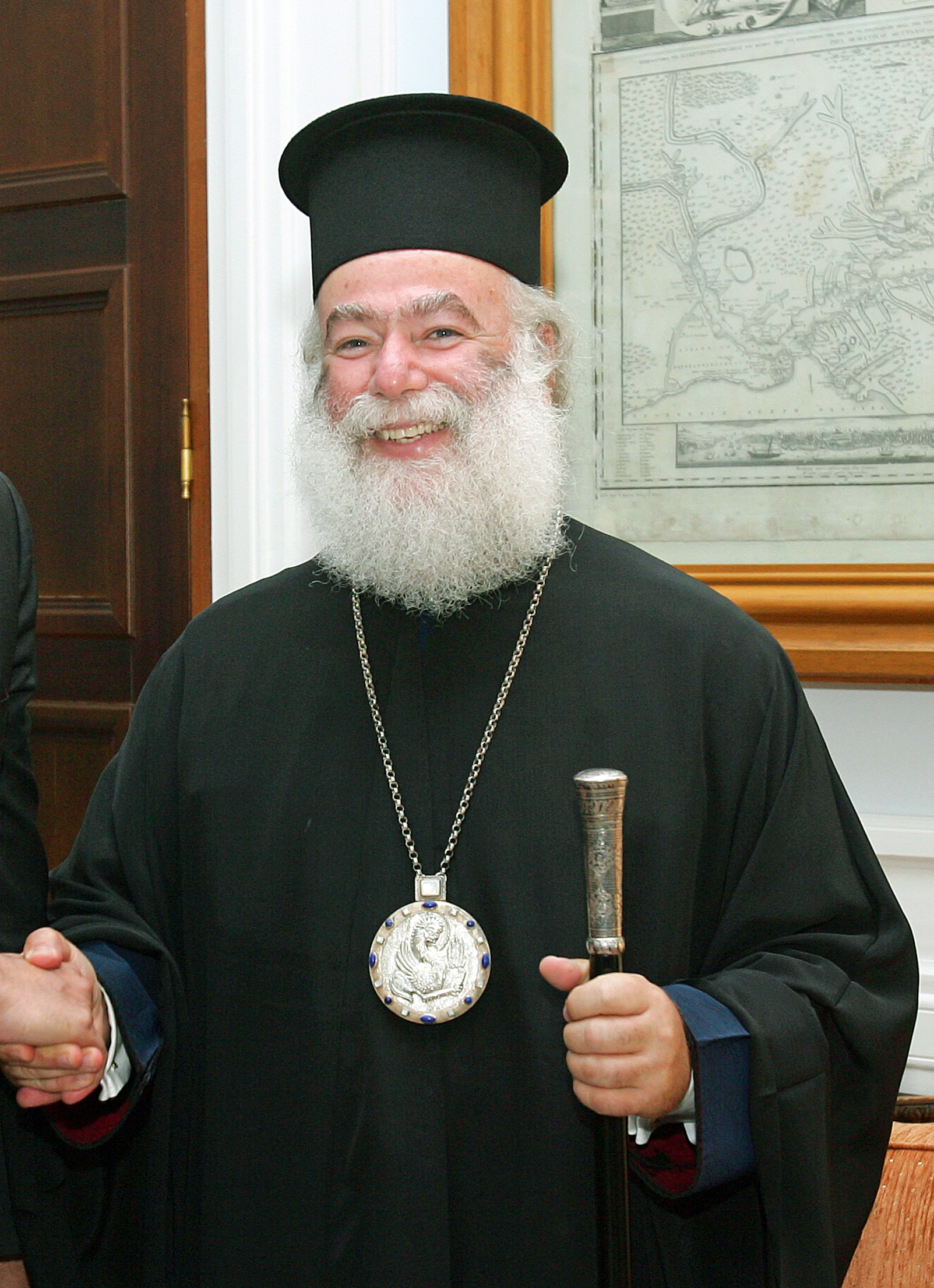
Theodoros II.

Theodoros II. (gebürtig Theodoros Nikolaos Horeftakis, * 25. November 1954 in Koukounaria, Nomos Chania, Kreta) ist der amtierende griechisch-orthodoxe Patriarch von Alexandria mit dem offiziellen Titel Papst und Patriarch von Alexandrien und ganz Afrika.

## Biografie
Im Jahr 1973 wurde er Mönch, 1975 zum Diakon und 1978 zum Priester geweiht. Er war nach Abschluss seiner theologischen Studien an der Universität Thessaloniki von 1975 bis 1985 auf Kreta als Erzdiakon und Kanzler der Diözese Lampi und Sfakia mit Sitz in Spili tätig. Ab 1985 vertrat er das Patriarchat von Alexandria bei der Russisch-Orthodoxen Kirche mit Sitz in Odessa. 1990 wurde er zum Bischof von Kyrene geweiht und zum Gesandten des Patriarchen von Alexandria beim Erzbischof von Athen ernannt. Im Jahr 1997 wurde er zum Metropoliten von Kamerun und 2002 zum Metropoliten von Simbabwe bestimmt.
Seit dem 24. Oktober 2004  ist er griechisch-orthodoxer Patriarch von Alexandria und ganz Afrika.
Im März 2017 weihte er im Kongo sechs Frauen zu Diakoninnen.